# Katytermus gutianensis
Katytermus gutianensis är en stekelart som beskrevs av Chen och Whitfield 2002. Katytermus gutianensis ingår i släktet Katytermus och familjen bracksteklar. Inga underarter finns listade i Catalogue of Life.